# (5570) Kirsan
(5570) Kirsan – planetoida należąca do zewnętrznej części pasa głównego asteroid okrążająca Słońce w ciągu 5 lat i 299 dni w średniej odległości 3,23 j.a. Została odkryta 4 kwietnia 1976 roku w Krymskim Obserwatorium Astrofizycznym w Naucznym na Półwyspie Krymskim przez Nikołaja Czernycha. Nazwa planetoidy pochodzi od Kirsana Ilumżynowa – prezydenta Republiki Kałmucji. Przed jej nadaniem planetoida nosiła oznaczenie tymczasowe (5570) 1976 GM7.